# Konajew

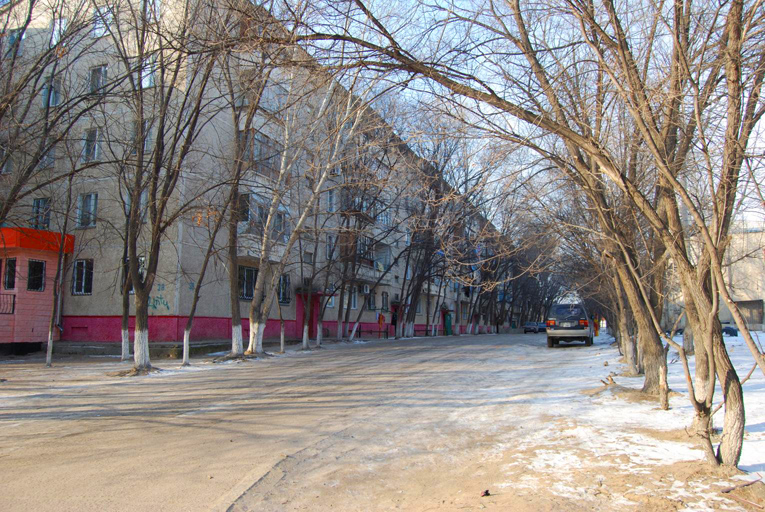
miasto Konajew

Konajew (kaz. Қонаев; do 2022 Kapszagaj) – miasto w Kazachstanie, położone nad Zbiornikiem Kapszagajskim na rzece Ili. Ludność wynosi: 43 800 (2021). Od 2022 roku – stolica obwodu ałmackiego. W okolicy rysunki naskalne Tamgały Tas.
Miasto powstało w 1970 roku w związku z budową zapory i elektrowni wodnej. W 2022 roku zmieniono nazwę miejscowości z Kapszagaj na Konajew, na cześć Dynmuchameda Konajewa.